# Агафирсы

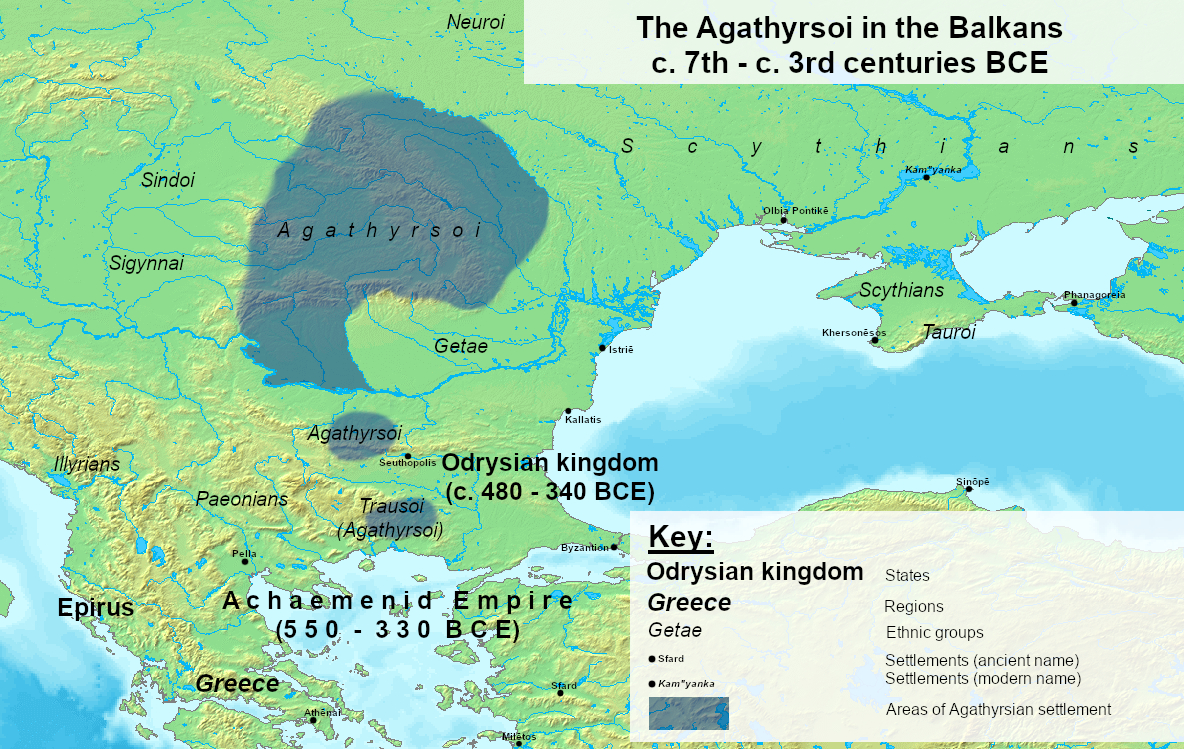
Агафирсы на Балканах

Агафирсы (др.-греч. Ἀγάθυρσοι) — имя, используемое античными авторами для обозначения племени, обитавшего на территории Скифии, о котором известно из сочинений Геродота и Плиния.
Так как в геродотовой генеалогической легенде Агафирс, Скиф и Гелон являются родными братьями и сыновьями Геракла от полудевы и полузмеи, существуют некоторые основания сближать агафирсов со скифами, так же как и предполагать, что этноним агафирсы появился благодаря легендарному Агафирсу, о котором упоминает Геродот.
Из слов Геродота следует, что агафирсы соседствовали с неврами, а те и другие — с северными частями Скифии, а также, что из страны агафирсов берёт своё начало река Марис (совр. Муреш), которая впадает в Истр (совр. Дунай).
Геродот называл агафирсов самым изнеженным племенем, и что агафирсы «сообща сходятся с женщинами, чтобы не завидовать и не враждовать между собой», в остальном же их обычаи схожи с фракийскими.
По Геродоту, в войне скифов против Дария агафирсы — как и невры, андрофаги, меланхлены и тавры — отказали им в военной помощи, так как посчитали поход Дария ответом на нападения скифов на персидские земли. В ответ скифы стали завлекать персов в земли отказавших в помощи народов, и лишь агафирсы смогли не допустить в свои владения как скифов, так и персов.
Агафирсов Птолемей локализует ниже меланхленов, а за агафирсами располагает аорсов, савар и борусков — до Рипейских гор.
У римских авторов локализация агафирсов несколько отличается от геродотовой. Плиний помещает агафирсов в направлении северо-востока от Фракии, за землями невров и у истоков Борисфена (совр. Днепр). Плиний отмечал, что у агафирсов были тёмные волосы. По Аммиану Марцеллину агафирсы — один из народов, обитавших на болотистом восточном побережье Меотиды (совр. Азовское море), за азиатскими владениями Боспорского царства, он писал, что их земли изобильны «камнем адамантом».
Вопрос об этнической принадлежности агафирсов и о их локализации оживлённо обсуждается. Большинство исследователей видят в них фракийцев, предков гетов и даков, занимавших территорию Трансильвании и Валахии. Другие — скифов, славян, скифо-фракийцев.